# ورخنیچکا
ورخنیچکا (به لاتین: Verkhniachka) یک سکونتگاه مسکونی در اوکراین است که در استان چرکاسی واقع شده‌است.

## خصوصیات
ورخنیچکا ۴٬۰۵۸ نفر جمعیت دارد و ۲۳۱ متر بالاتر از سطح دریا واقع شده‌است.